# Comuna Kopaciv, Obuhiv
Kopaciv (în ucraineană Копачів) este o comună în raionul Obuhiv, regiunea Kiev, Ucraina, formată din satele Kopaciv (reședința), Șevcenkove și Zastuhna.

## Demografie
Componența lingvistică a comunei Kopaciv
     Ucraineană (96,38%)
     Rusă (3,44%)
     Alte limbi (0,18%)
Conform recensământului din 2001, majoritatea populației comunei Kopaciv era vorbitoare de ucraineană (96,38%), existând în minoritate și vorbitori de rusă (3,44%).